# Bahu, Călărași
Bahu este un sat din cadrul comunei Săseni din raionul Călărași, Republica Moldova.

## Geografie
Localitatea este situată în valea râulețului Bahu, afluent stâng al râului Cula, la 40 km nord-est de Călărași și 69 km nord-vest de Chișinău. Se învecinează cu satele Bogzești, Văsieni, Ghermănești, Ghetlova, Noroceni, Săseni și Bravicea. Este așezată într-o regiune de coline și văi, cele mai mari înălțimi atingând 190 m, 240 m și 250 m deasupra nivelului mării.
Imaginea satului este reprezentată de două iazuri, amplasate central. Pe dealuri se întind vii și livezi.

## Istorie
Documentele evocă apariția localității în anul 1907, însă oamenii susțin ca acest loc a existat și anterior sub forma unui cătun, populat de un număr mic de oameni. Prima atestare documentară apare cu numele în 1437 cu denumirea „Cornul Bagului”:
„Din mila lui Dumnezeu, noi, Ilie voievod, domn al Țării Moldovei, și fratele domniei mele, Ștefan voievod. Facem cunoscut, cu aceasta carte a noastră, tuturor celor care o vor vedea sau o vor auzi citindu-se, ca acest adevărat boier al nostru credincios, pan Mihail de la Dorohoi, a slujit sfântrăposatului tatălui nostru cu dreapta și credincioasa slujbă, iar astăzi ne slujește nouă cu dreaptă și credincioasa slujbă. De aceea, noi, văzând dreapta și credincioasa lui slujbă către noi, l-am miluit cu deosebita noastră mila și i-am dat și i-am înnoit și i-am întărit satele lui și privilegiul pe care i i-a dat sfântrăposatul părintele nostru, anume: satul Chindinți, și satul lui Herțea, pe Prut, ... încă satele, pe Răut, unde este moara, încă satul, la Moiatinul de Jos, unde este Nichita, satul unde șed Grabăuții, la capătul de sus al Culișăului, unde a șezut Radu, și încă seliștea unde este iazul, la Cornul Bagului, unde au șezut fiii lui Cosco, ... .

Iar pentru mai mare întărirea a tuturor celor mai sus-scrise, am poruncit slugii noastre credincioase, pan Dionis logofăt, să scrie și să atârne pecetea noastră la această carte a noastră.

A scris Paco, la Suceava, în anul 6945 <1437> decembrie 20 zile.”
Într-un catalog al așezărilor umane din Basarabia anului 1913, acest sat este trecut în componența volostei Bravicea din județul Orhei, împreună cu Bogzești, Ghetlova, Săseni, Hoginești și Țibirica. Aceeași subordonare administrativă se atestă și în anii 1915-1918. Nomenclatorul poștal al localităților din 1918, ca și alte surse înregistrează satul și sub numele „Bagu”.
Începând cu anii 1920, documentele prezintă satul Bahu ca având următoarea situație economică și demografică: 31 locuitori împroprietăriți cu 55 ha și 4.400 m2 de teren arabil și de pășune, conform reformei agrare din anul 1918-1924; 72 de gospodării, 415 locuitori (218 bărbați și 197 femei), școală primară, poștă rurală, primărie.